# Valtesse
Valtesse [valˈtɛsːe] (Altèss [alˈtɛs] o Valtèss [valˈtɛs] in dialetto bergamasco) è un quartiere della città di Bergamo, fino al 1927 comune autonomo. Dal 2018 è diviso in due, Valtesse-San Colombano (che comprende la maggior parte del territorio originale del quartiere) e Valtesse-Sant'Antonio, accorpato con il quartiere di Valverde.
Valtesse era un borgo agricolo di antica origine.
In età napoleonica (1809-1816) fu aggregato alla città di Bergamo, recuperando l'autonomia con la costituzione del Regno Lombardo-Veneto.
All'Unità d'Italia (1861) il comune di Valtesse contava 1.005 abitanti.
Valtesse venne aggregata definitivamente alla città di Bergamo nel 1927.
Valtesse era servita dall'omonima fermata posta lungo la ferrovia della Valle Brembana, attiva fra il 1906 e il 1966. Sul sedime della ferrovia dismessa è in corso di realizzazione la nuova linea tranviaria T2 Bergamo FS - Villa d’Almè, con fine lavori nel 2026.
Vi sono due storiche società sportive bergamasche che trovano casa a Valtesse: l'Associazione Sportiva Dilettantistica Antoniana, della parrocchia di Sant'Antonio da Padova, e l'Or.di.Val, della parrocchia di San Colombano.
Il quartiere dispone anche di una squadra di pallacanestro chiamata Valtexas.